# Hôtel des Trésoriers de la Bourse
L'hôtel des Trésoriers de la Bourse, ou hôtel de Rodez Bénavent, sis au 4 rue des Trésoriers de la Bourse, est le plus vaste hôtel particulier de l'Écusson de Montpellier.

## Historique
Antoine de Saporta, ami d'enfance de Rabelais et médecin du roi et de la reine de Navarre, détient l'hôtel depuis 1554. Dans la seconde moitié du XVIIe siècle, Pierre de Sartre, receveur général des deniers de la bourse du Languedoc, ouvre une longue série de propriétaires successifs qui, jusqu'à la Révolution, se transmettent l'hôtel en même temps que la charge de Trésorier de la Bourse. Les plus illustres occupants de la maison restent les Bonnier de la Mosson, père puis fils, qui organisent de somptueuses fêtes dans le grand jardin intérieur. Une autre famille de propriétaires du XIXe siècle, les Rodez Bénavent, a laissé à la demeure sa seconde dénomination. 
Les sources sont en désaccord de quelques décennies sur l'ancienneté de l'aspect actuel de l'hôtel : Claude Huver, auteur du livre Les hôtels particuliers de Montpellier, date les travaux d'agrandissement et de modernisation de la seconde moitié du XVIIe siècle et des familles Gallières et Sartre, alors que la notice de la base Mérimée du Ministère du la Culture évoque le XVIIIe siècle et la date de 1731 pour l'escalier d'honneur.

## Description
Le portail de style Louis XIV est le plus haut de Montpellier, sa composition encore maniériste se caractérise par son cadre à refends, ses vantaux compartimentés et son imposte très ouvragée. Ce portail donne accès à la cour d'honneur au fond de laquelle une porte à fronton cintré, avec motif richement sculpté, conduit par une galerie à la seconde cour de l'immeuble. À gauche dans la cour d'honneur se trouve le grand escalier dont les balustrades rampantes se composent d'éléments compris entre les piliers extérieurs et intérieurs qui supportent le limon au moyen d'arcs rampants.

## Galerie

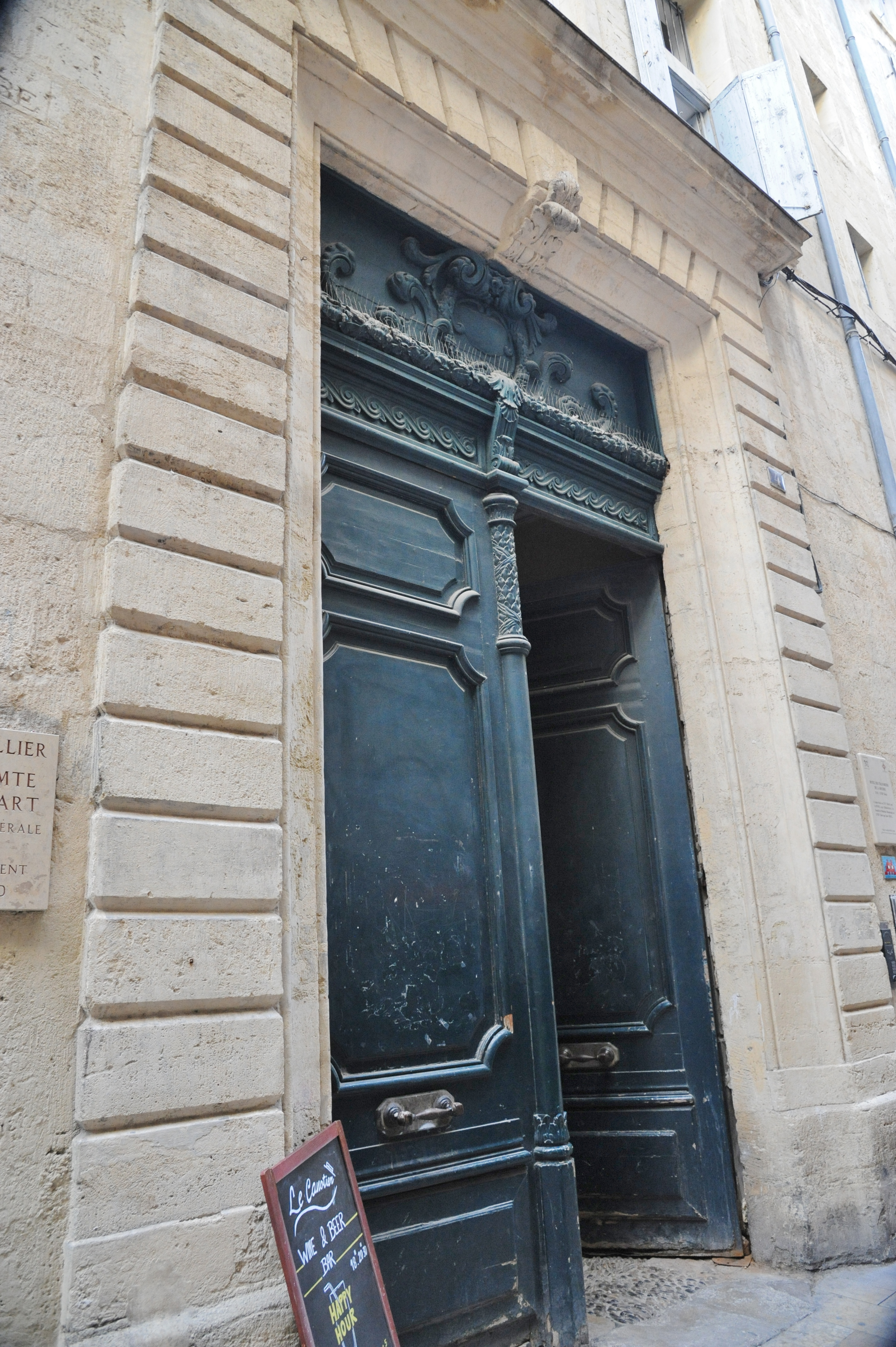
Le portail
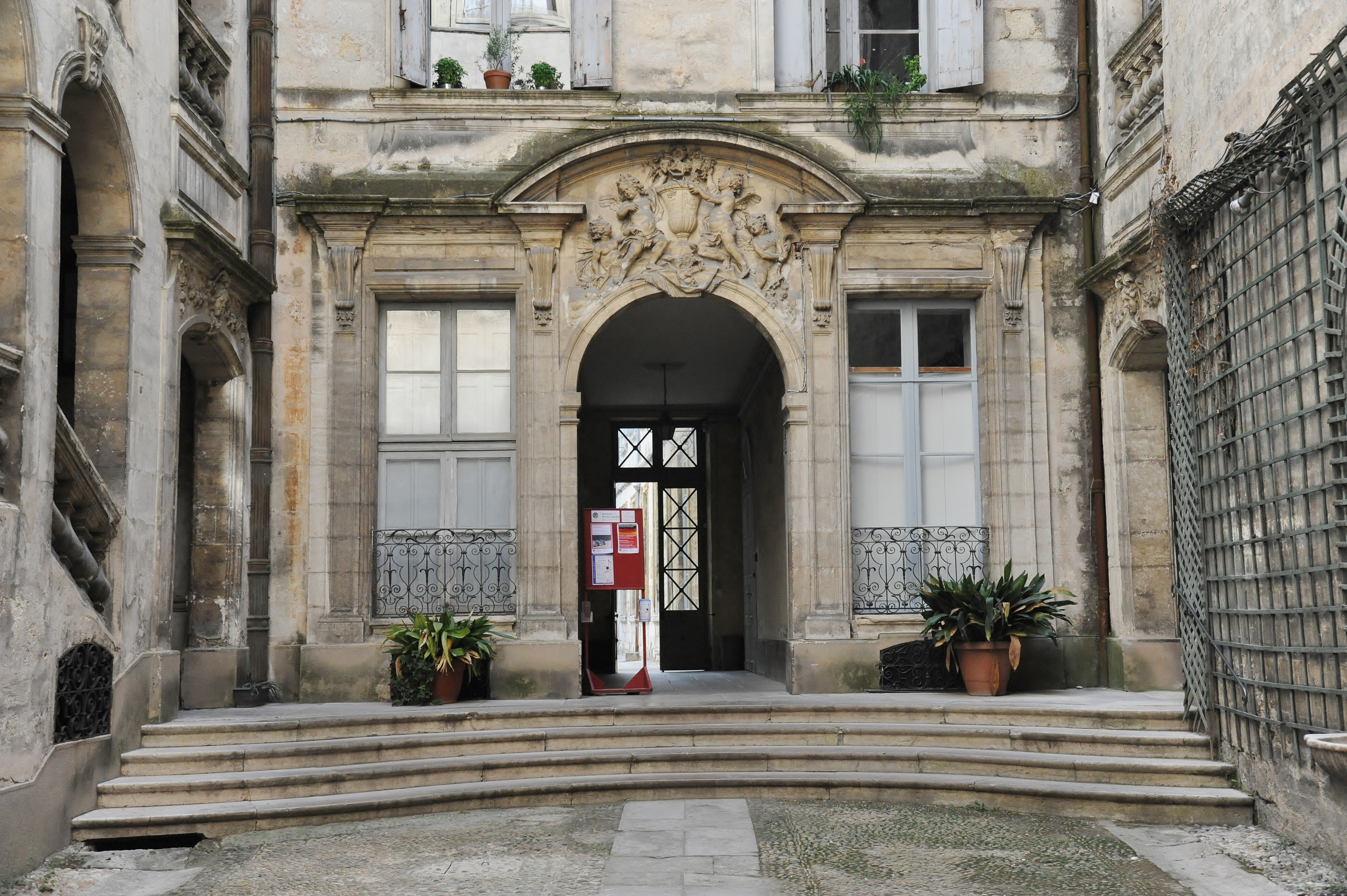
La cour d'honneur
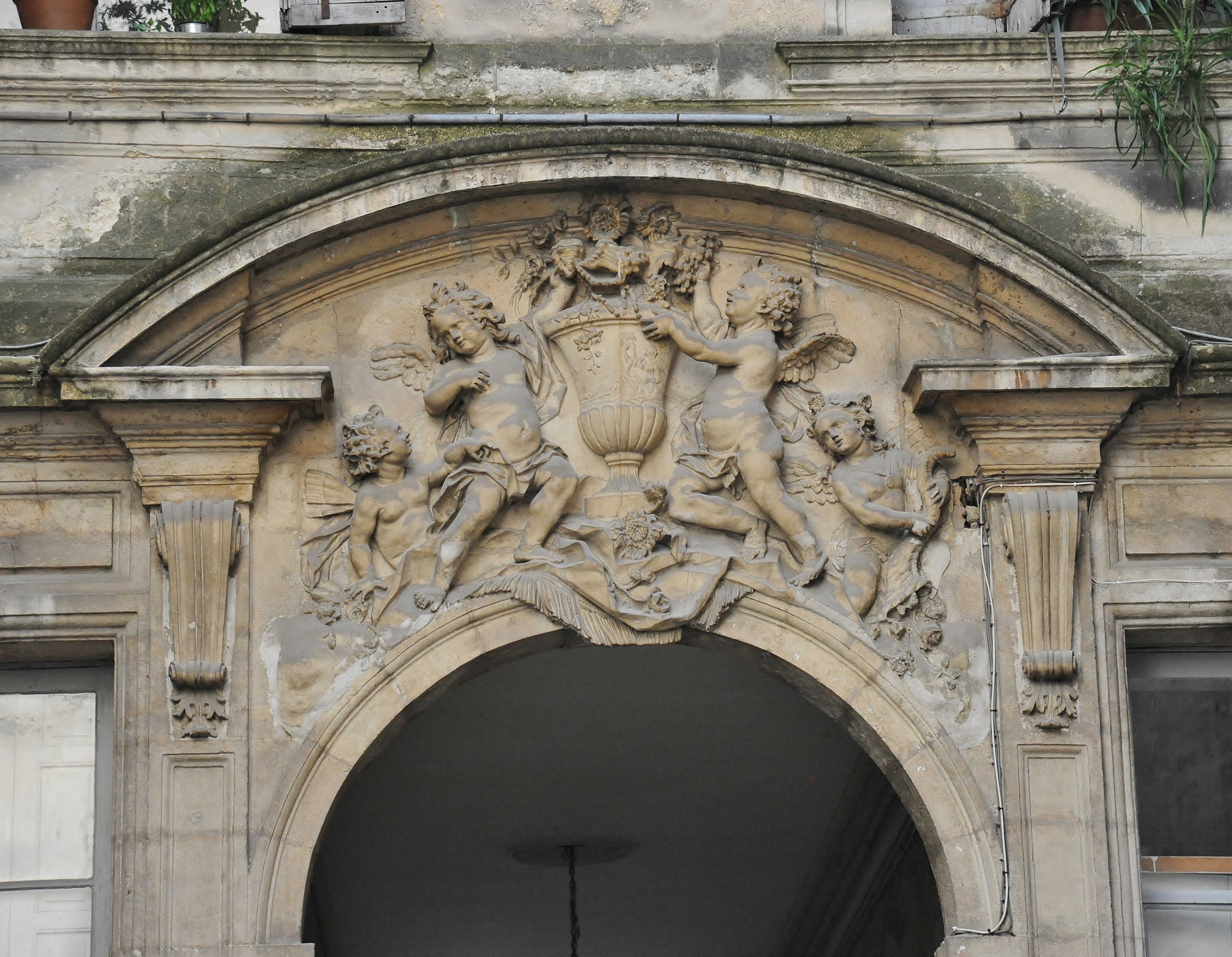
Porte à fronton décoré au fond de la cour
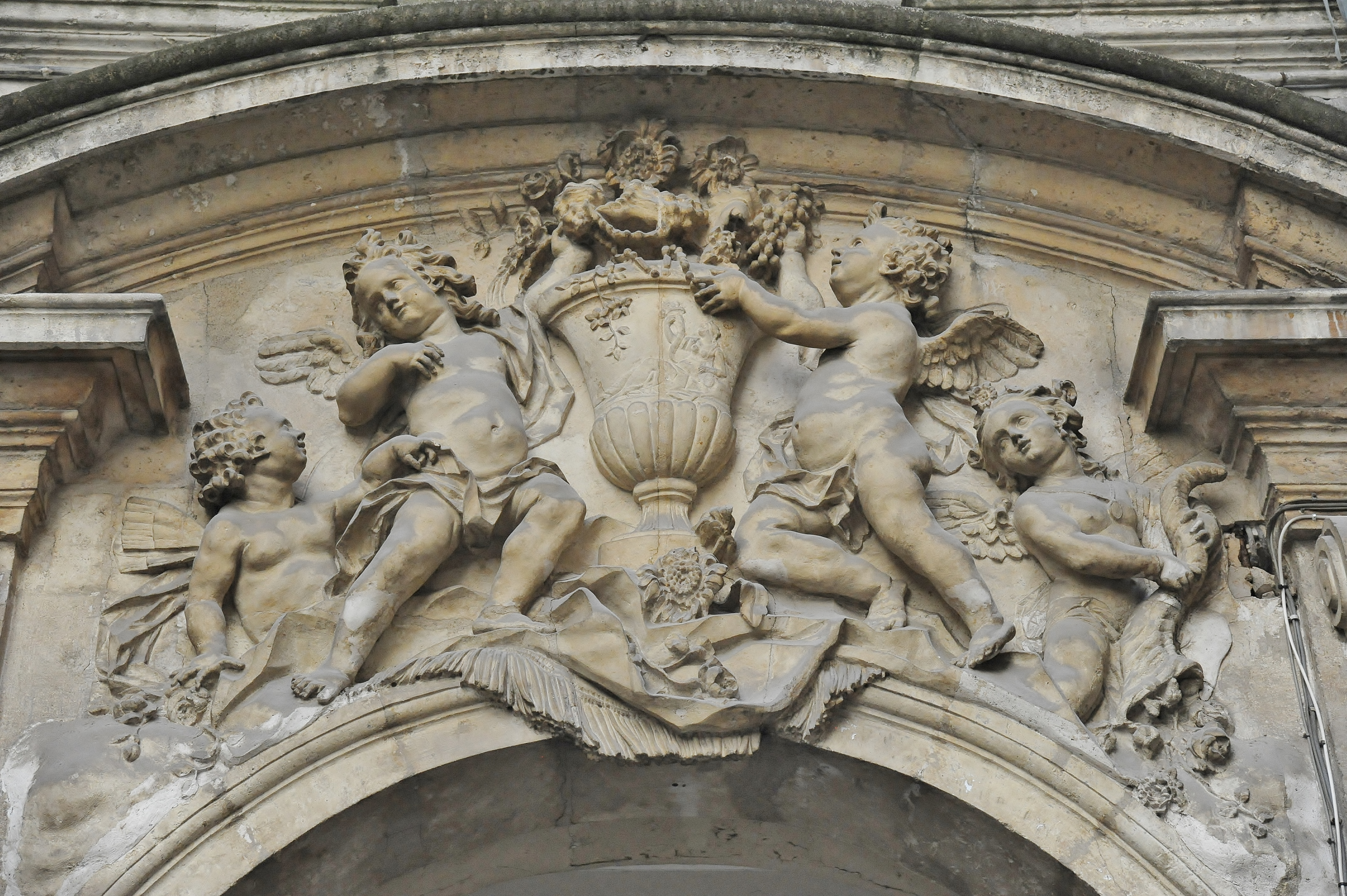
Décor du fronton
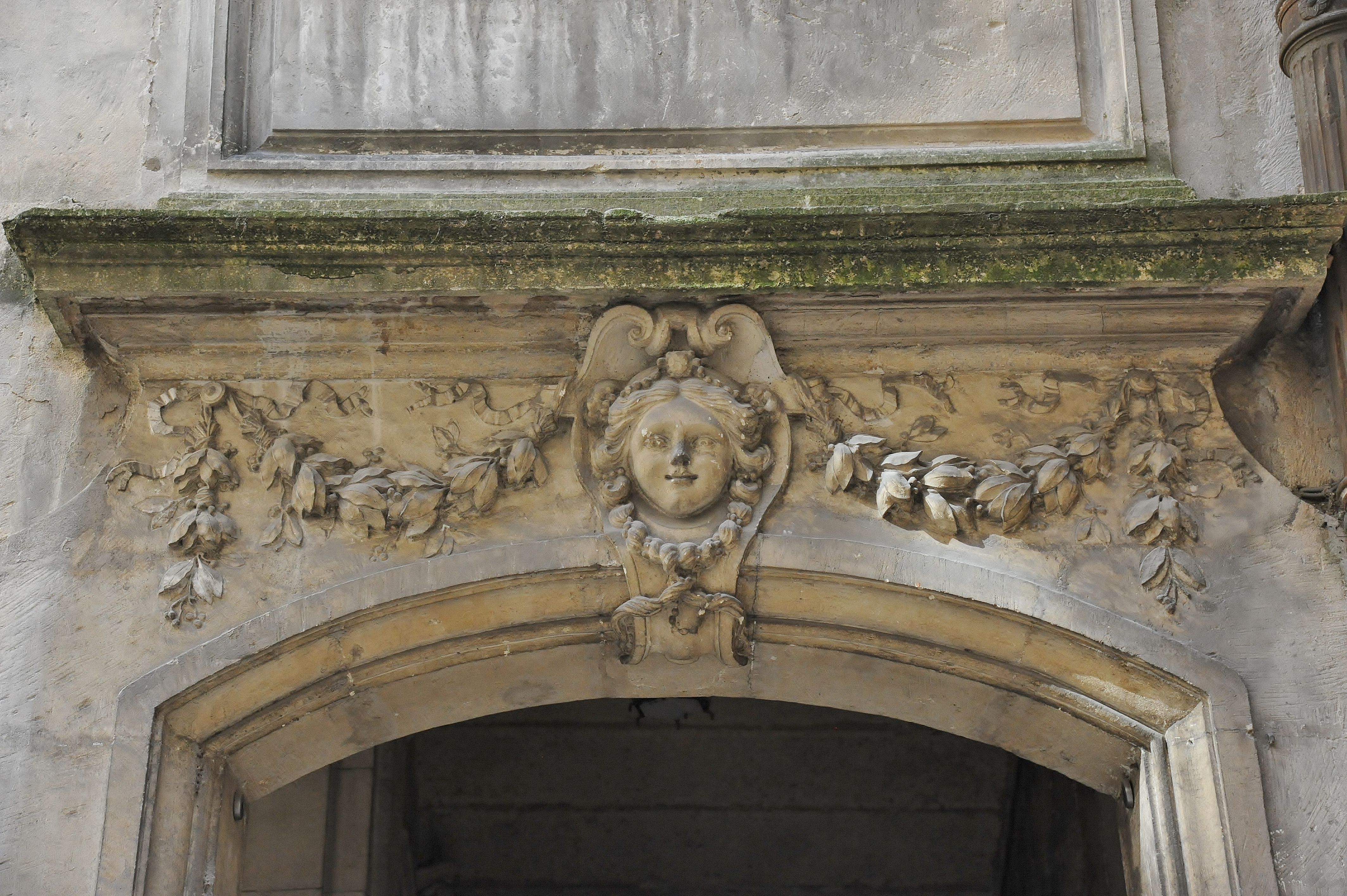
Décor dans la cour
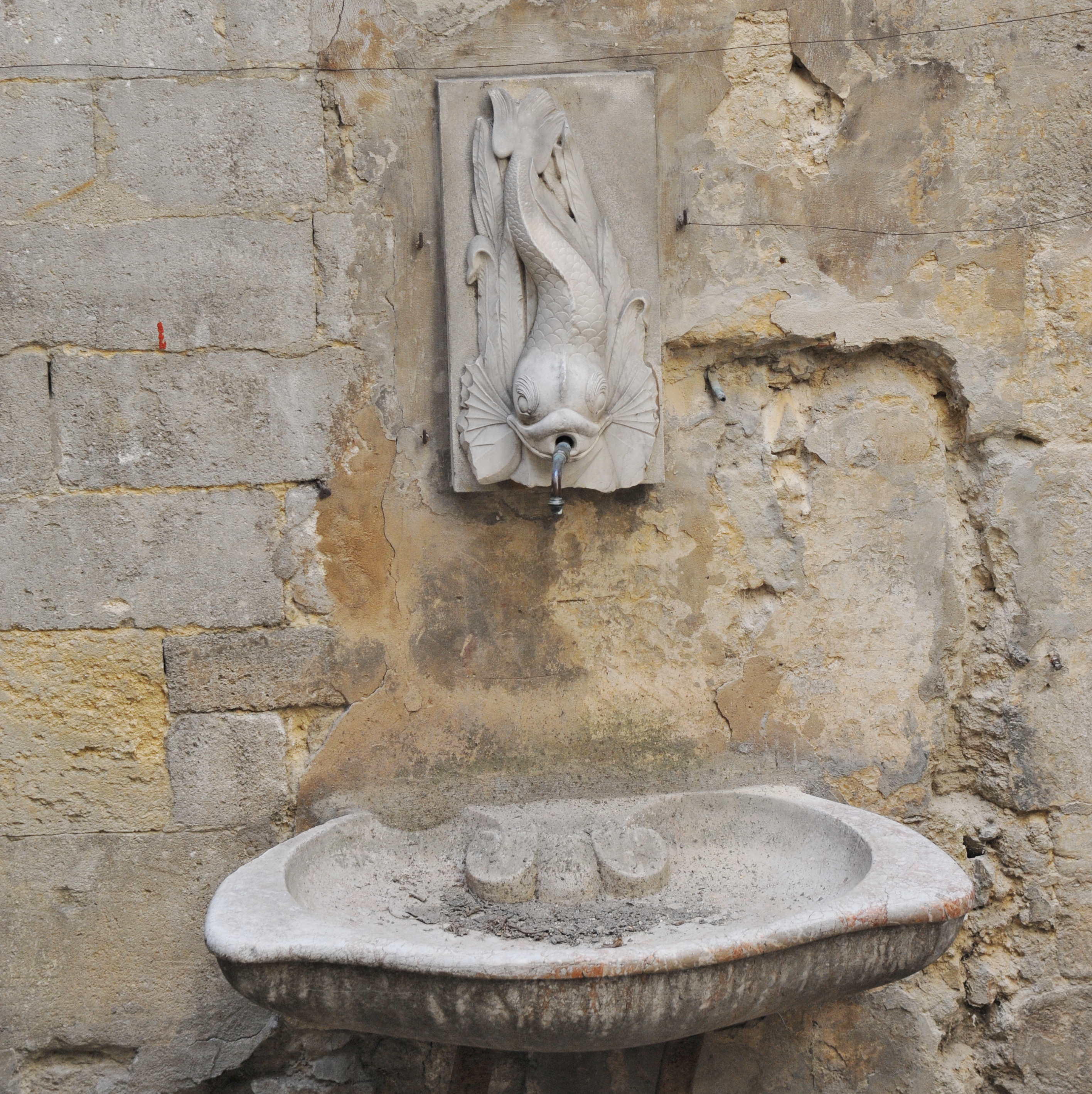
Lavabo dans la cour
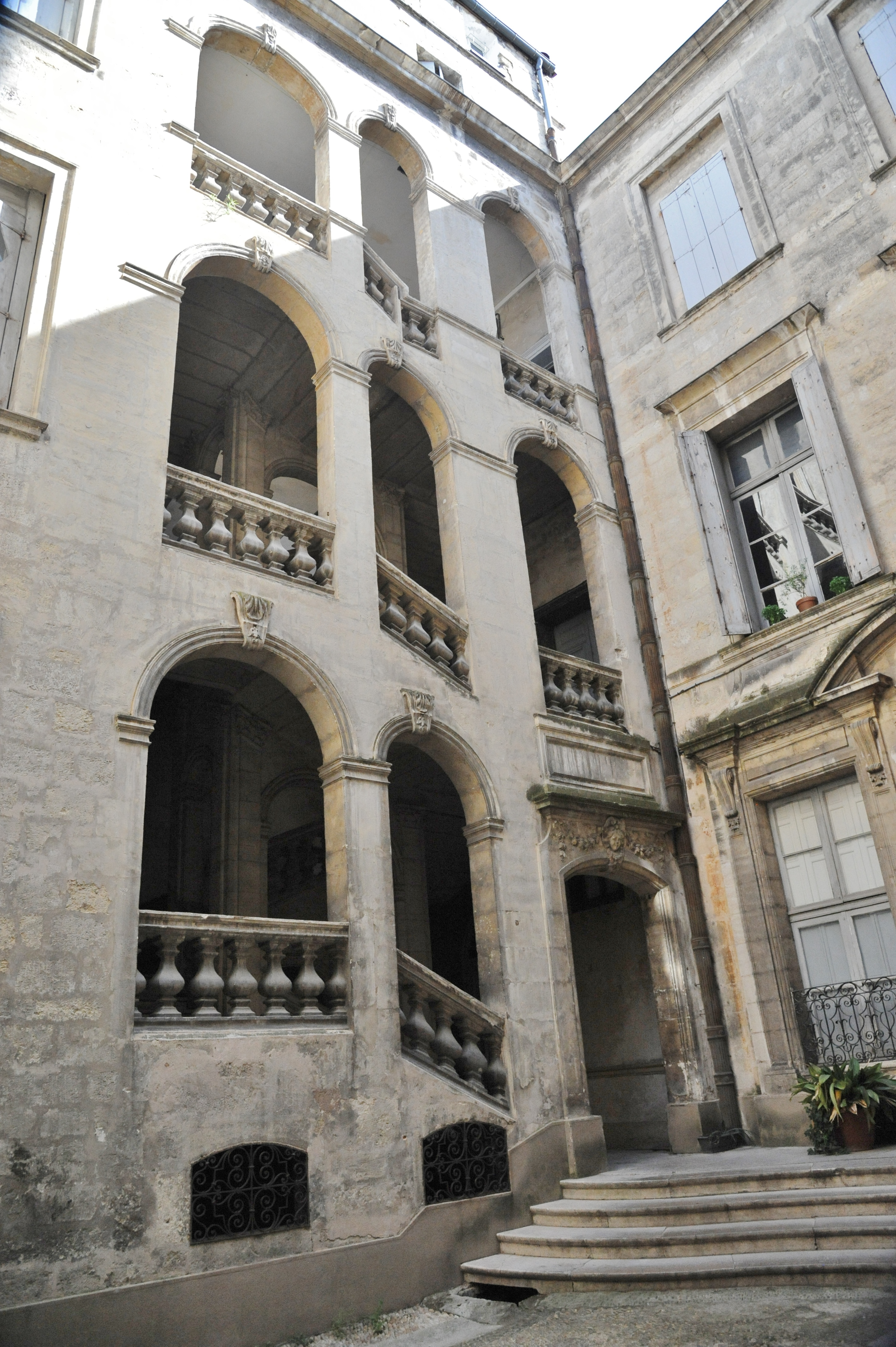
Escalier dans la cour
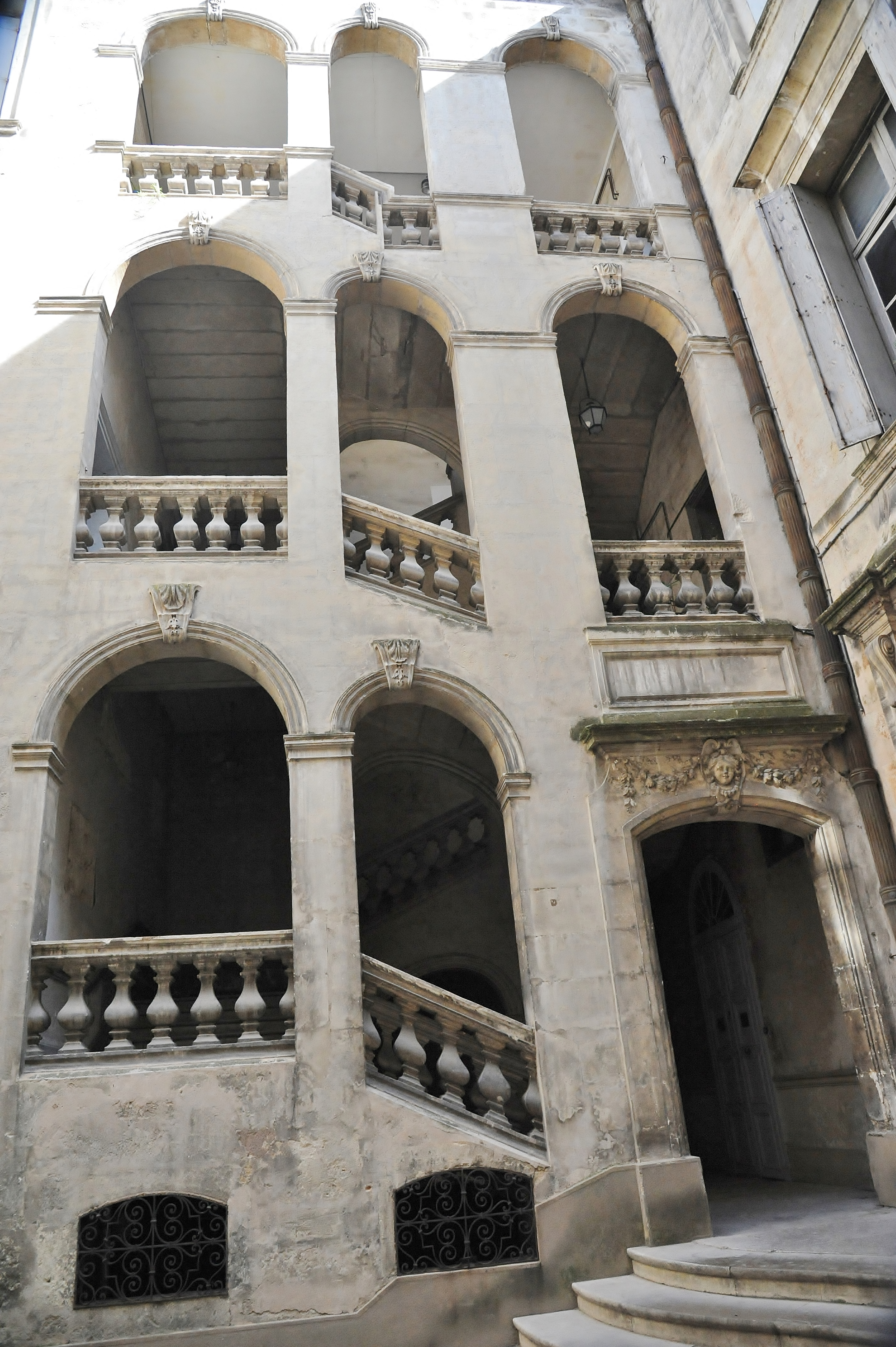
L'escalier d'honneur
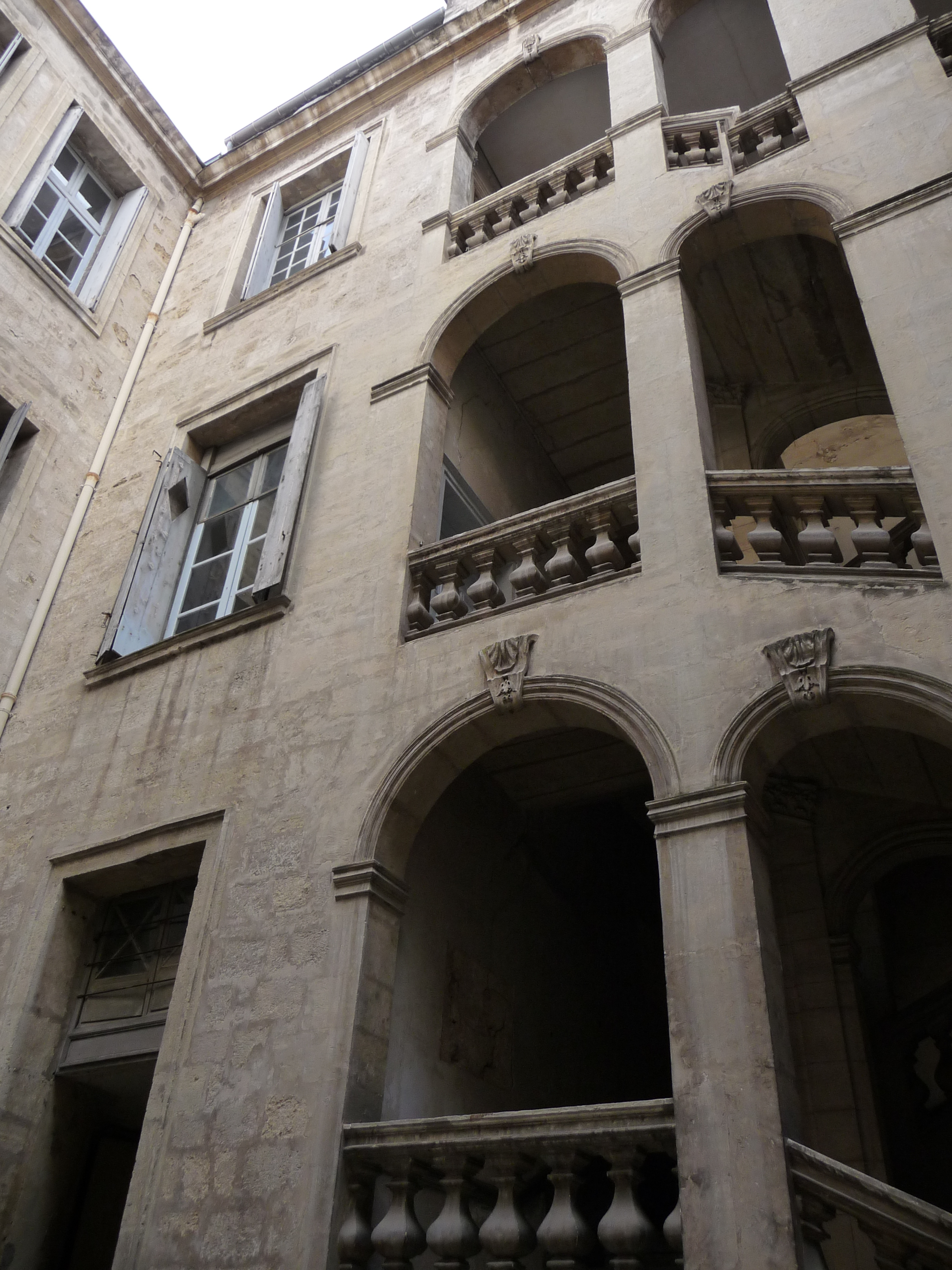
L'escalier
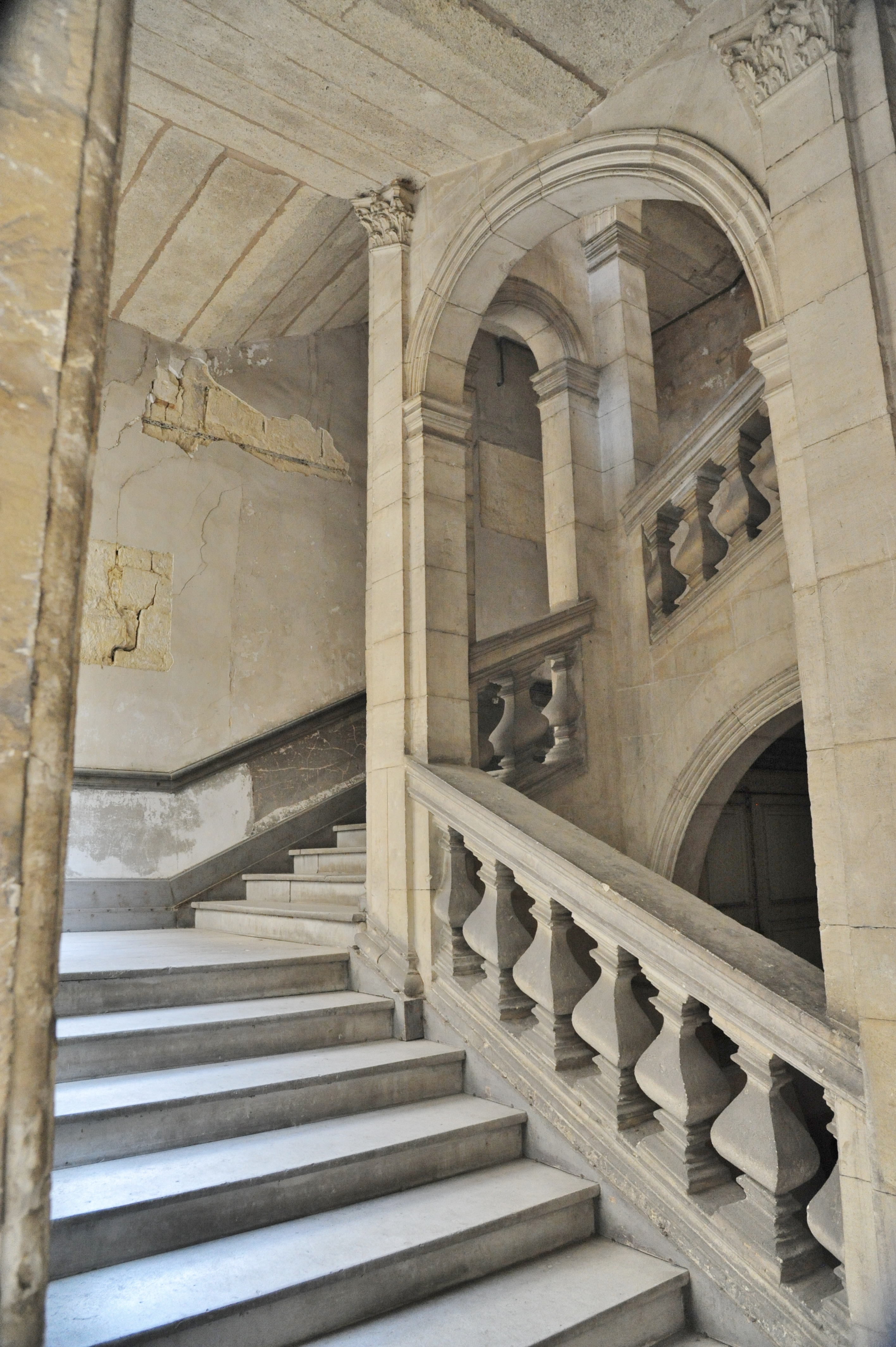
L'escalier
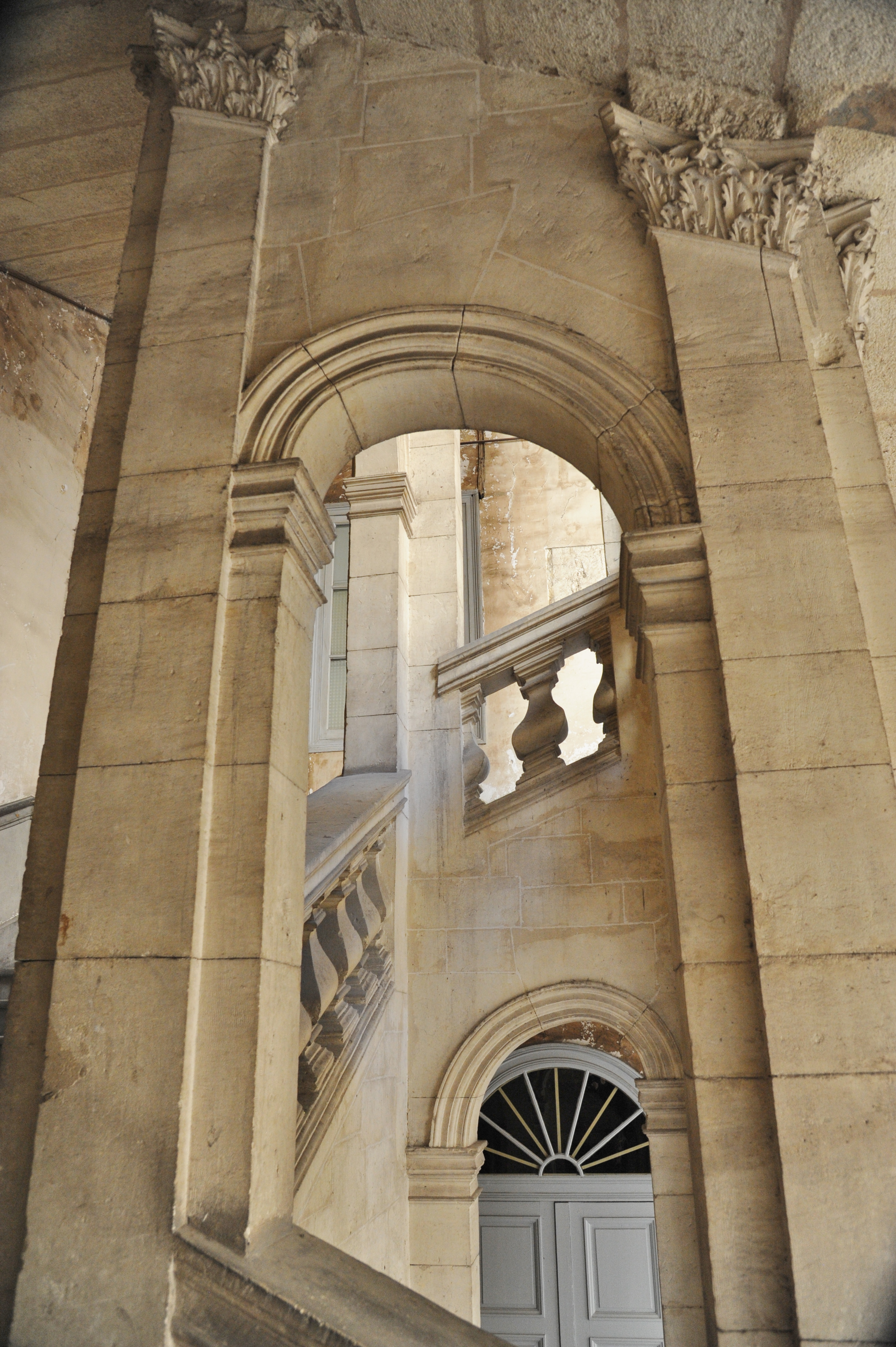
L'escalier
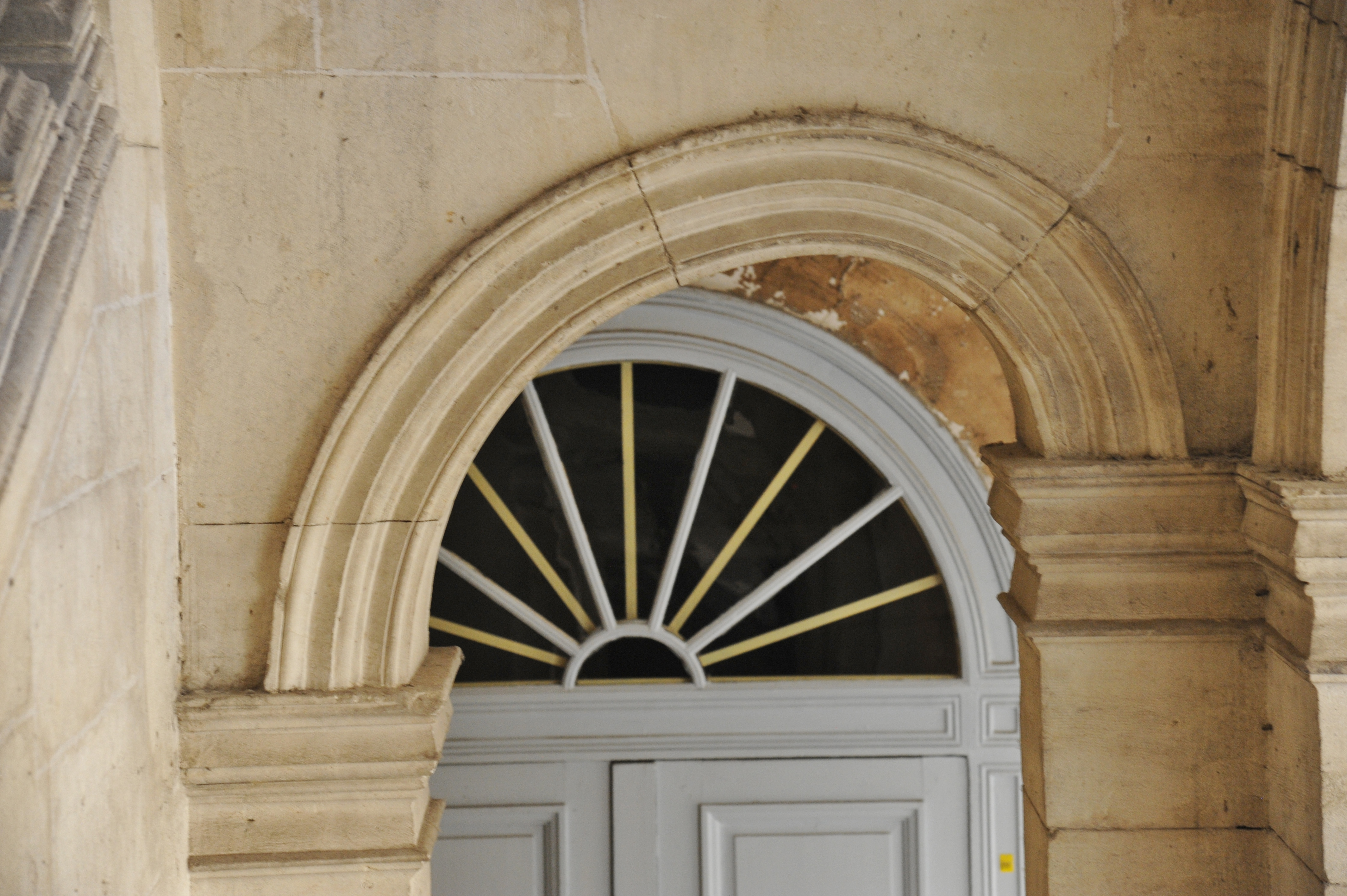
L'escalier
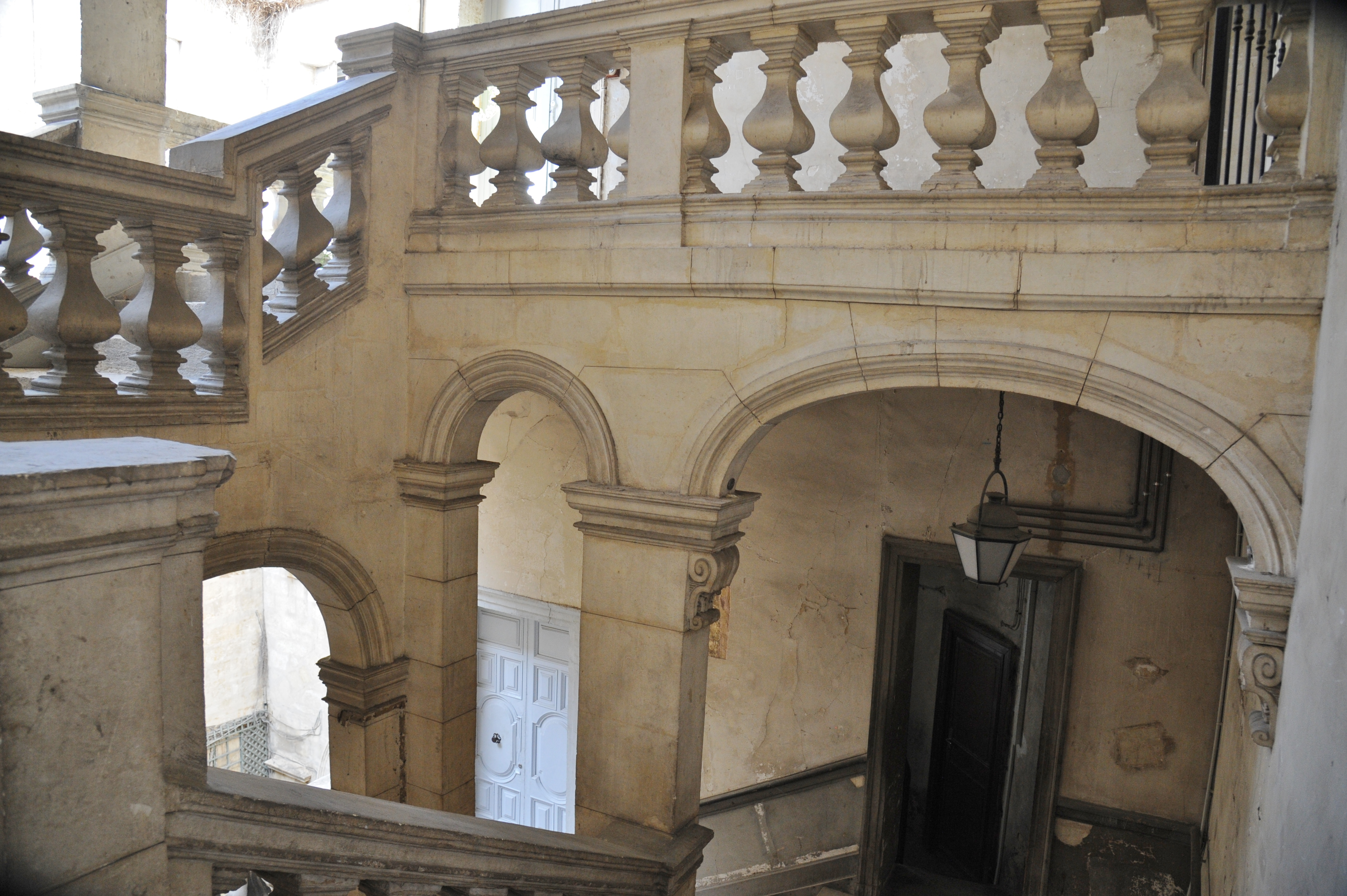
L'escalier
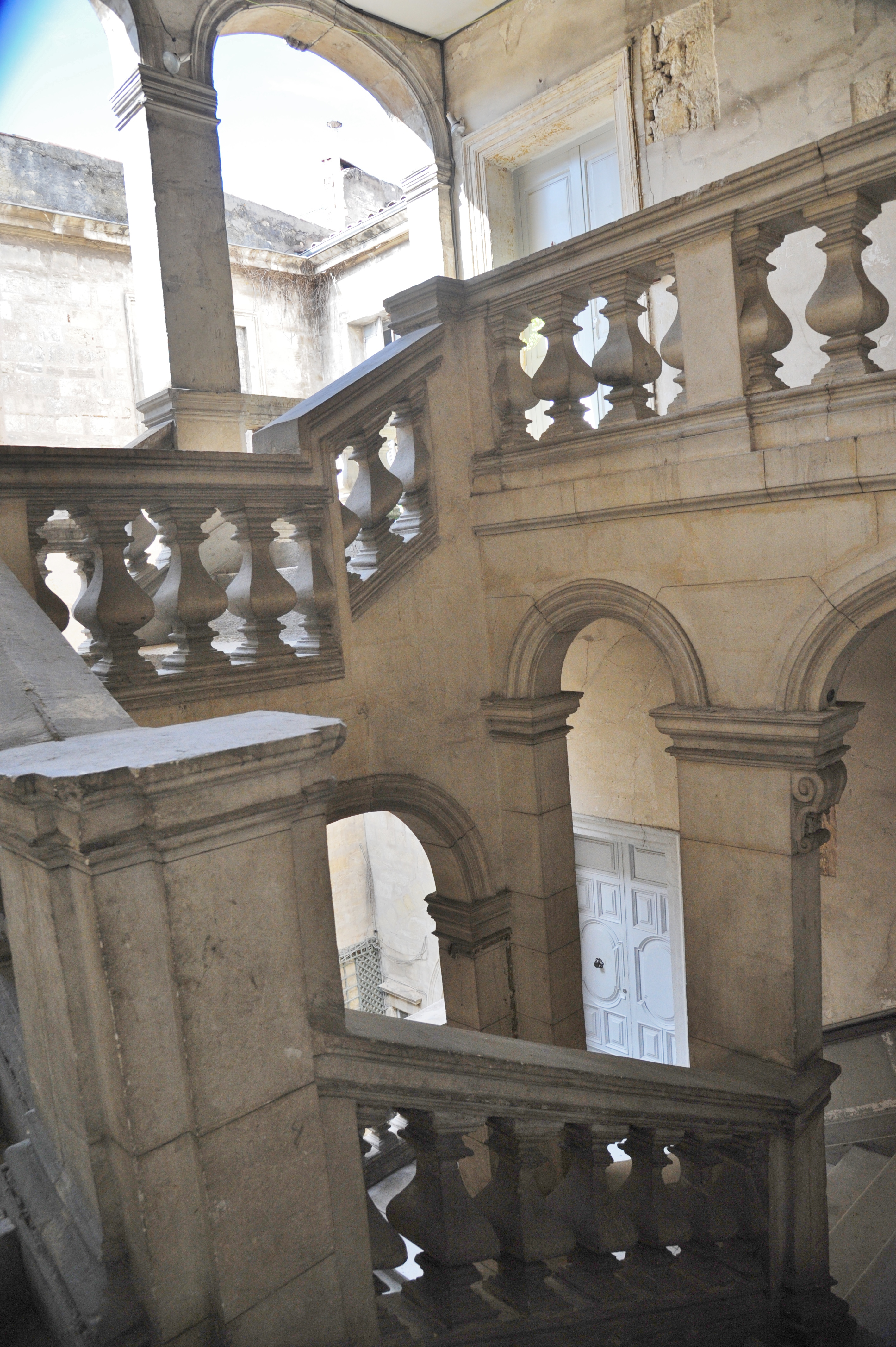
L'escalier
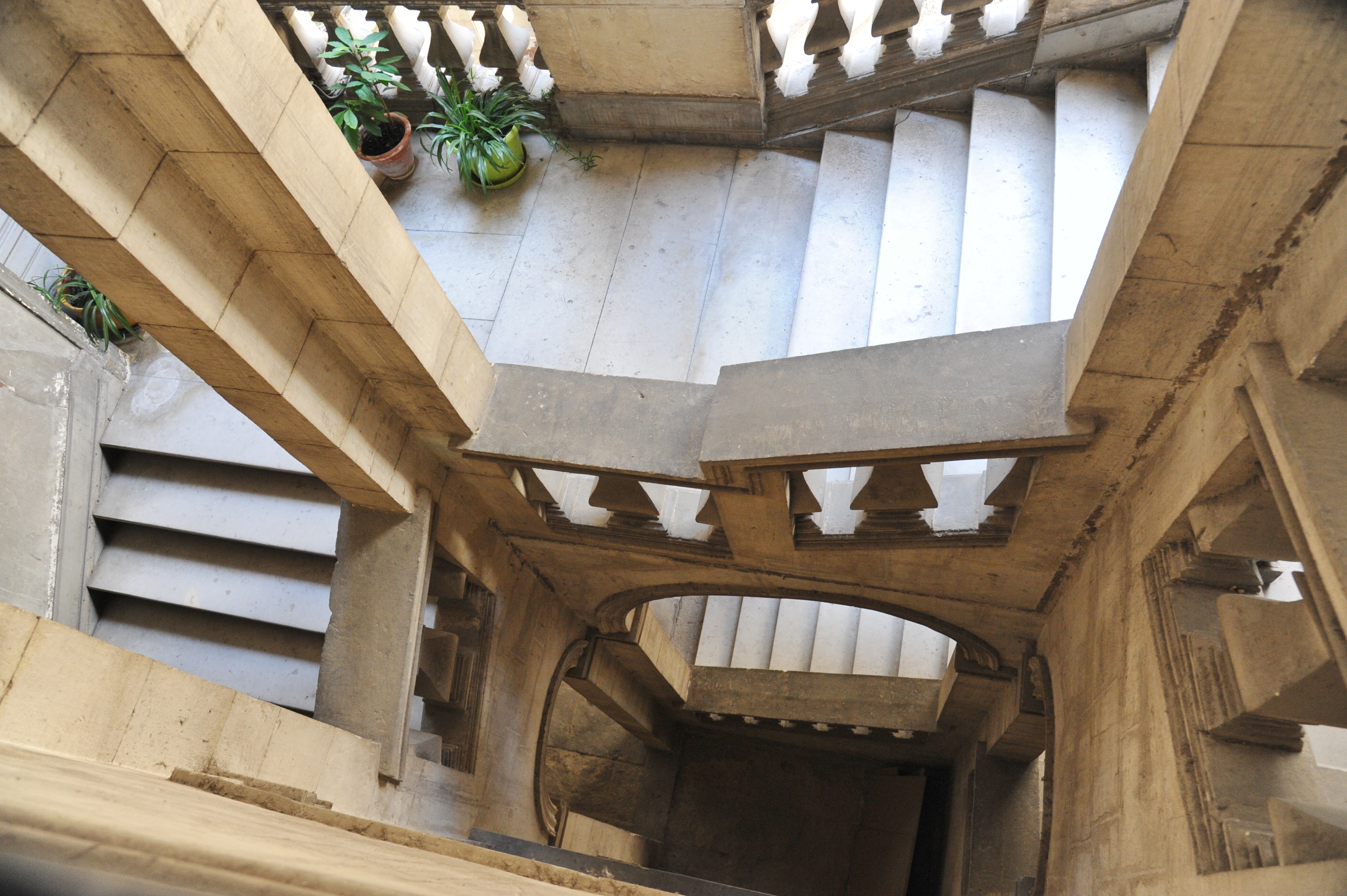
L'escalier
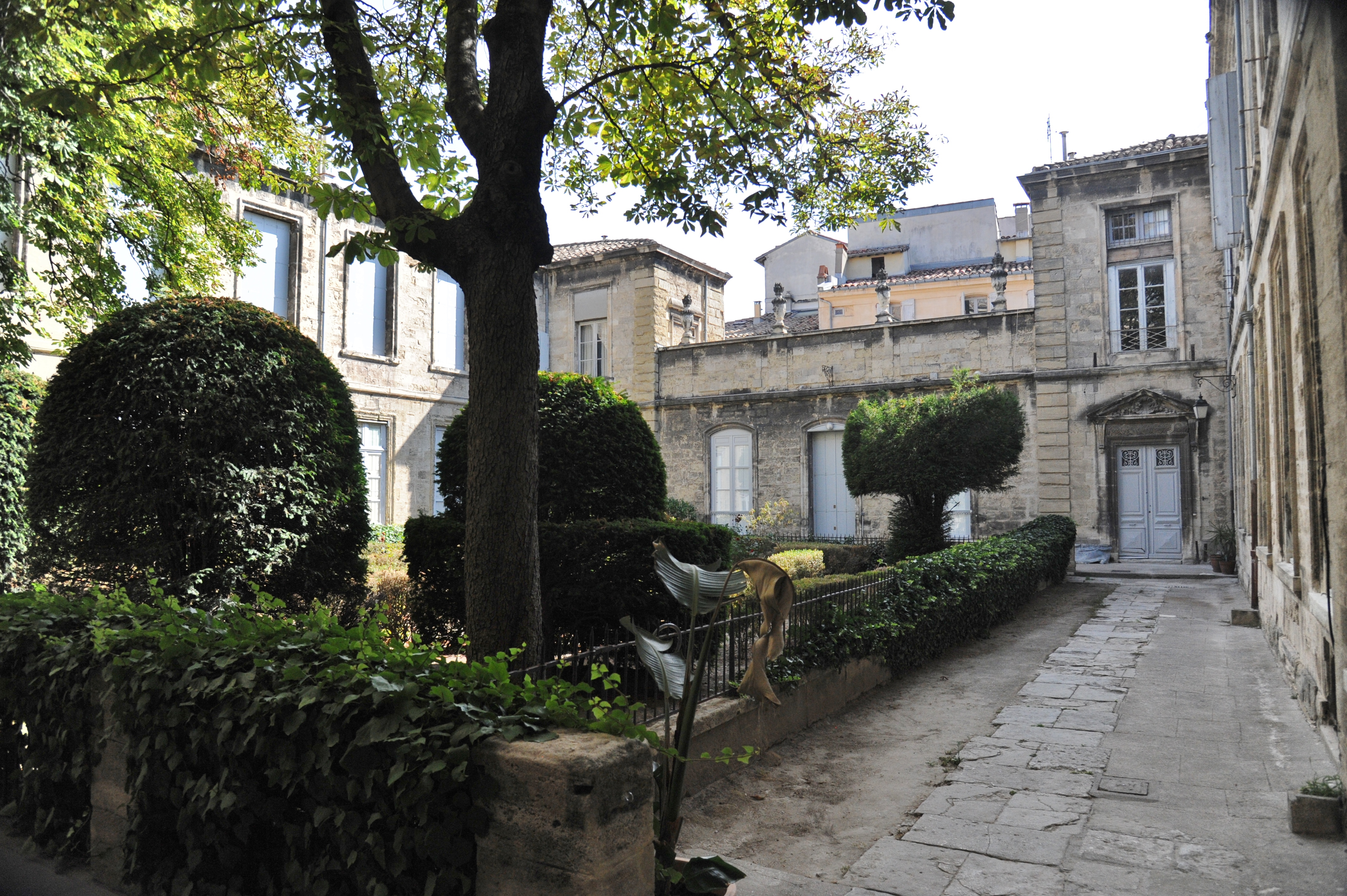
La seconde cour